# Jana Thieme
Jana Thieme (Beeskow, 6 juli 1970) is een Duits voormalig roeister. Thieme won bij haar debuut de wereldtitel in de dubbel-vier tijdens de wereldkampioenschappen roeien 1989. Thieme werd niet geselecteerd voor de Olympische Zomerspelen 1992. Een jaar later werd Thieme wereldkampioen in de skiff tijdens de wereldkampioenschappen roeien 1993. Een jaar later werd ze wederom wereldkampioen ditmaal in de dubbel-twee. Bij de wereldkampioenschappen roeien 1995 werd Thieme wereldkampioen in de dubbel-vier. Thieme maakte met een vijfde plaats in de dubbel-twee haar olympisch debuut op de Olympische Zomerspelen 1996. In de twee daarop volgende jaren won Thieme de wereldtitel in de dubbel-vier. Bij de wereldkampioenschappen roeien 1999 vormde Thieme een dubbel-twee koppel met Kathrin Boron en wonnen toen samen de wereldtitel. Een jaar sloot Thieme wederom aan de zijde van Boron haar carrière af met de olympische titel in de dubbel-twee tijdens de Olympische Zomerspelen 2000.

## Resultaten
- Wereldkampioenschappen roeien 1989 in Bled  in de dubbel-vier
- Wereldkampioenschappen roeien 1991 in Wenen 6e in de skiff
- Wereldkampioenschappen roeien 1993 in Račice  in de skiff
- Wereldkampioenschappen roeien 1994 in Indianapolis  in de dubbel-twee
- Wereldkampioenschappen roeien 1995 in Tampere  in de dubbel-vier
- Olympische Zomerspelen 1996 in Atlanta 5e in de dubbel-twee
- Wereldkampioenschappen roeien 1997 in Aiguebelette-le-Lac  in de dubbel-vier
- Wereldkampioenschappen roeien 1998 in Keulen  in de dubbel-vier
- Wereldkampioenschappen roeien 1999 in St. Catharines  in de dubbel-twee
- Olympische Zomerspelen 2000 in Sydney  in de dubbel-twee

1976: Svetla Otsetova & Zdravka Jordanova ·
1980: Jelena Chloptseva & Larissa Popova ·
1984: Marioara Popescu & Elisabeta Oleniuc ·
1988: Birgit Peter & Martina Schröter ·
1992: Kerstin Köppen & Kathrin Boron ·
1996: Marnie McBean & Kathleen Heddle ·
2000: Jana Thieme & Kathrin Boron ·
2004: Georgina Evers-Swindell & Caroline Evers-Swindell ·
2008: Georgina Evers-Swindell & Caroline Evers-Swindell ·
2012: Katherine Grainger & Anna Watkins   ·
2016: Magdalena Fularczyk-Kozłowska & Natalia Madaj ·
2020: Nicoleta-Ancuța Bodnar & Simona Radiș ·
2024: Brooke Francis & Lucy Spoors